# محمود علی (بازیکن فوتبال)
محمود علی (انگلیسی: Mehmood Ali) بازیکن فوتبال اهل پاکستان بود.
وی همچنین در تیم ملی فوتبال پاکستان بازی کرده است.